# Eupithecia neomexicana
Eupithecia neomexicana là một loài bướm đêm trong họ Geometridae.